# 庾懌
庾懌（293年—342年），字叔預，穎川鄢陵（今河南鄢陵）人。東晉官員，征西將軍庾亮的二弟，歷任梁州刺史及豫州刺史。後以毒酒毒殺琅琊王氏的王允之，事敗被王允之密奏晉成帝，庾懌及後自殺。

## 生平
庾懌年輕時就因豁達而被庾亮稱許，成年後被西陽王司馬羕辟命，但不就職。後東海王司馬沖任長水校尉，選了庾懌為其功曹，後又先後任暨陽縣令、中軍將軍司馬沖的司馬、散騎常侍、左衞將軍等職。咸和三年（328年），蘇峻叛軍攻破建康，庾亮帶著庾懌等人一同逃到尋陽投靠溫嶠，共組討伐蘇峻的義軍。咸和四年（329年）蘇峻之亂被平定後，庾懌因討伐蘇峻的功勳封廣饒男，出任臨川太守。
咸康四年（338年），時任征西將軍的庾亮銳意北伐，於是表庾懌為輔國將軍，假節監梁、雍二州諸軍事、梁州刺史，鎮守魏興。因著庾懌寬厚有人緣，故此獲授此職，與庾亮所置於邾城的重兵及在荊州及江州的各兵鎮互相呼應。不久更進監秦州氐羌諸軍事。但及後庾懌所去派迎接將士家眷的牙門霍佐帶著二百多人投奔後趙，庾亮於是上表貶其為建威將軍，但堅持庾懌留職，認為以其聲望和能力能令當地安定。庾亮後來以魏興位置險遠，命庾懌改屯半洲，並解任梁州刺史。
咸康五年（339年），後趙大舉進攻以對庾亮的北伐部署作出反應，結果庾亮派重兵駐守的邾城被攻破，漢水流域多處亦被趙攻掠，庾亮北伐計劃大受打擊，上請自貶三級。朝廷下詔讓庾亮復任征西將軍，並遷庾懌為豫州刺史，進號西中郎將、假節監宣城廬江歷陽安豐四郡軍事，鎮守蕪湖。
咸康八年（342年），庾懌送毒酒給江州刺史王允之，意圖毒殺他。但王允之懷疑酒有毒，於是給一頭狗喝了酒，最終該狗毒發身亡，於是密奏給晉成帝。晉成帝知道後大怒，說：「大舅已經亂了天下，小舅又要這樣嗎！」庾懌知道後就飲毒酒自盡，享年五十歲。朝廷追贈侍中、衞將軍，諡號為簡。

## 逸事
庾懌曾獻白羽扇給晉成帝，但晉成帝嫌羽扇不是全新的，就是送還。侍中劉劭卻對成帝說：「偉大的宮殿，將作大匠首先入內；樂器演奏，都是精通音樂的人先聽其聲。庾懌的扇，應看重其美好而不是新舊。」庾懌聽聞，說：「這個人應該伴在皇帝左右。」

## 子女
- 庾統，字長仁，小字赤玉，[1]嗣子，官至建威將軍、寧夷護軍、尋陽太守。

## 延伸阅读
[在维基数据编辑]
 《晉書·卷073》，出自房玄齡《晉書》